# KSG 1. FC/TV 1861 Zirndorf
Die KSG Zirndorf war eine Kriegsspielgemeinschaft während des Zweiten Weltkriegs, mit Sitz in der bayerischen Stadt Zirndorf im heutigen Landkreis Fürth. Welche aus dem 1. FC Zirndorf und dem TV 1861 Zirndorf bestand.

## Geschichte
Die Fußballmannschaft stieg zur Saison 1944/45 aus der Bezirksliga in die Gauliga Bayern auf, hier wurde KSG der Staffel Mittelfranken zugeordnet. Durch fortschreitenden Zweiten Weltkrieg wurde die Spielzeit jedoch abgebrochen. Zu diesem Zeitpunkt hatte die Mannschaft vier Spiele gespielt und lag mit 4:4 Punkten und 14:8 Toren auf dem fünften Platz der Tabelle. Nach dem Ende des Krieges wurde die Kriegsspielgemeinschaft dann auch aufgelöst. Der 1. FC sowie Teile des Turnvereins gingen dann in den ASV Zirndorf auf.